# Сагарежо
Сагарежо (груз. საგარეჯო) је град у Грузији у регији Кахетија. Према процени из 2014. у граду је живело 10.871 становника.

## Становништво
Према процени, у граду је 2014. живело 10.871 становника.
| 1989.  | 2002.  | 2014   |
| ------ | ------ | ------ |
| 14.563 | 11.920 | 10.871 |